# Gamischdorf
Gamischdorf (ungarisch Ganócs; kroatisch Gamištrof, Orišje) ist eine Ortschaft und eine Katastralgemeinde der Gemeinde Sankt Michael im Burgenland im Bezirk Güssing im Burgenland.

## Geografie
Der Ort befindet sich am rechten Ufer der Strem. Zur Ortschaft zählen auch die Rotte Brunnergraben, die Streusiedlung Hochberg und die Einzellage Wurmische Häuser.

## Geschichte
Laut Adressbuch von Österreich waren im Jahr 1938 in der Ortsgemeinde Gamischdorf zwei Gastwirte, ein Gemischtwarenhändler, ein Landesproduktehändler und einige Landwirte ansässig.
Am 1. Jänner 1971 wurde Gamischdorf nach Sankt Michael im Burgenland eingemeindet.

## Siedlungsentwicklung
Zum Jahreswechsel 1979/1980 befanden sich in der Katastralgemeinde Gamischdorf insgesamt 59 Bauflächen mit 63.967 m² und 115 Gärten auf 152.122 m², 1989/1990 gab es 62 Bauflächen. 1999/2000 war die Zahl der Bauflächen auf 163 angewachsen und 2009/2010 bestanden 107 Gebäude auf 226 Bauflächen.

## Bodennutzung
Die Katastralgemeinde ist landwirtschaftlich geprägt. 298 Hektar wurden zum Jahreswechsel 1979/1980 landwirtschaftlich genutzt und 234 Hektar waren forstwirtschaftlich geführte Waldflächen. 1999/2000 wurde auf 305 Hektar Landwirtschaft betrieben und 239 Hektar waren als forstwirtschaftlich genutzte Flächen ausgewiesen. Ende 2018 waren 283 Hektar als landwirtschaftliche Flächen genutzt und Forstwirtschaft wurde auf 252 Hektar betrieben. Die durchschnittliche Bodenklimazahl von Gamischdorf beträgt 36,2 (Stand 2010).

## Persönlichkeiten
- Peter Skubic (1935–2024), Goldschmied und Künstler, lebte und arbeitete im Ort